# Gradnje (gmina Sežana)
Gradnje – wieś w Słowenii, w gminie Sežana. W 2018 roku liczyła 14 mieszkańców.